# Франсоа Берлеан
Франсоа Берлеан (на френски: François Berléand) (роден на 22 април 1952) е френски актьор. 

## Биография

### Кариера
Той играе Жил Трике, офицер мениджър и еквивалент на Давид Брент в Le Bureau, френската версия на The Office, продуциран от Canal+. Издава книга за детството си през 2006 г., Le fils de l'homme invisible (Синът на невидимия човек). През 2002 участва във филма „Транспортер“ като френския инспектор Таркони, честен полицай, познат на Франк Мартин. Повтаря ролята си и в продълженията – „Транспортер 2“ и „Транспортер 3“.

## Филмография
- 1978: Martin et Lea, режисиран от Alain Cavalier
- 1981: Les Hommes préfèrent les grosses, режисиран от Jean-Marie Poiré
- 1984: Marche à l'ombre, режисиран от Michel Blanc
- 1985: Sincerely Charlotte, режисиран от Caroline Huppert
- 1986: Poker, режисиран от Catherine Corsini
- 1986: La Femme secrète, режисиран от Sebastien Grall
- 1986: Les mois d'avril sont meurtriers, режисиран от Laurent Heynemann
- 1986: Le Complexe du kangourou, режисиран от Pierre Jolivet
- 1986: On a volé Charlie Spencer !, режисиран от Francis Huster
- 1987: Un père et passe, режисиран от Sebastien Grall
- 1987: Au revoir, les enfants, режисиран от Louis Malle
- 1988: L'Otage de l'Europe, режисиран от Jerzy Kawalerowicz
- 1989: Milou en mai, режисиран от Louis Malle
- 1990: Génial, mes parents divorcent, режисиран от Patrick Braoudé
- 1991: Sans rire, режисиран от Mathieu Amalric
- 1992: Honor Roll, режисиран от Charles Némès
- 1993: Le Joueur de violon, режисиран от Charlie Van Damme
- 1993: Винтът ( La Vis, режисиран от Дидие Фламан
- 1995: Fugueuses, режисиран от Nadine Trintignant
- 1995: L'Appât, режисиран от Bertrand Tavernier
- 1995: Un héros très discret, режисиран от Jacques Audiard
- 1996: Ultima hora, режисиран от Laurence Maynard
- 1996: Capitaine Conan, режисиран от Bertrand Tavernier
- 1997: Tout le monde descend, режисиран от Laurent Bacher
- 1997: Fred, режисиран от Pierre Jolivet
- 1997: The Bet, режисиран от Didier Bourdon and Bernard Campan
- 1997: Le Septième ciel, режисиран от Benoît Jacquot
- 1997: La Mort du Chinois, режисиран от Jean-Louis Benoît
- 1998: Innocent, режисиран от Costa Natsis
- 1998: Le Sourire du clown, режисиран от Eric Besnard
- 1998: Площад „Вандом“, режисиран от Nicole Garcia
- 1998: Dormez, je le veux !, режисиран от Irene Jouannet
- 1998: The School of Flesh (film), режисиран от Benoît Jacquot
- 1998: En plein cœur, режисиран от Pierre Jolivet
- 1998: Le Plus beau pays du monde, режисиран от Marcel Bluwal
- 1999: La Débandade, режисиран от Claude Berri
- 1999: Ma petite entreprise, режисиран от Pierre Jolivet
- 1999: L'Homme de ma vie, режисиран от Stephane Kurc
- 1999: Une pour toutes, режисиран от Claude Lelouch
- 1999: Six-Pack, режисиран от Alain Berbérian
- 1999: Romance, режисиран от Catherine Breillat
- 2000: Promenons-nous dans les bois, режисиран от Lionel Delplanque
- 2000: Stardom, режисиран от Denys Arcand
- 2000: Le Prince du Pacifique, режисиран от Alain Corneau
- 2000: Don't Make Trouble!, (Cyrano segment) режисиран от Vincent Lindon
- 2000: La Fille de son père, режисиран от Jacques Deschamps
- 2001: HS Hors Service, режисиран от Jean-Paul Lilienfeld
- 2001: Comment j'ai tué mon père, режисиран от Anne Fontaine
- 2001: Les Ames câlines, режисиран от Thomas Bardinet
- 2001: Vivante, режисиран от Sandrine Ray
- 2001: Féroce, режисиран от Gilles de Maistre
- 2001: L'Adversaire, режисиран от Nicole Garcia
- 2002: Транспортер, режисиран от Corey Yuen and Louis Leterrier
- 2002: Le Frère du guerrier режисиран от Pierre Jolivet
- 2002: Mon idole режисиран от Guillaume Canet
- 2002: Filles uniques режисиран от Pierre Jolivet
- 2002: Une employée modèle режисиран от Jacques Otmezguine
- 2002: 10 petits blèmes режисиран от Sarah Lévy
- 2002: Accotements déstabilisés режисиран от Tiéri Barié
- 2003: En territoire indien режисиран от Lionel Epp
- 2003: Les Amateurs режисиран от Martin Valente
- 2003: Une vie à t'attendre режисиран от Thierry Klifa
- 2003: The Chorus режисиран от Christophe Barratier
- 2003: Le Convoyeur режисиран от Nicolas Boukhrief
- 2003: Pour le plaisir режисиран от Dominique Deruddere
- 2003: Narco режисиран от Tristan Aurouet and Gilles Lellouch
- 2003: Adorables créatures режисиран от Dolorès Payas
- 2004: Le Grand rôle режисиран от Steve Suissa
- 2004: Les Sœurs fâchées режисиран от Alexandra Leclère
- 2004: Tu vas rire, mais je te quitte режисиран от Philippe Harel
- 2004: Éros thérapie режисиран от Danièle Dubroux
- 2005: Транспортер 2 Играе герой, кръстен „Таркони“
- 2005: Edy режисиран от Sthépan Guérin-Tillé – Edy Saïovici
- 2005: Quartier V.I.P. режисиран от Laurent Firode – Bertrand Fussac
- 2005: Aurore режисиран от Nils Tavernier – The King
- 2006: L'Ivresse du pouvoir режисиран от Claude Chabrol – Michel Humeau
- 2006: Le Passager de l'été режисиран от Florence Moncorgé-Gabin – Maurice Lecouvey
- 2006: Tell No One режисиран от Guillaume Canet – Eric Levkowitch
- 2006: Le Bureau (TV Series)
- 2007: La Fille coupée en deux режисиран от Claude Chabrol – Charles Saint-Denis
- 2007: Pur Week-end режисиран от Olivier Doran – Commandant Papan
- 2007: Je crois que je l'aime режисиран от Pierre Jolivet – Roland Christin
- 2007: Fragile режисиран от Martin Valente – Paul
- 2008: Ca$h режисиран от Eric Besnard – François
- 2008: 15 ans et demi режисиран от Thomas Sorriaux and François Desagnat – Albert Einstein
- 2008: Transporter 3 Отново е в ролята на „Inspector Tarconi“
- 2008: La différence, c'est que c'est pas pareil режисиран от Pascal Laethier – Sylvain
- 2009: Le Concert режисиран от Radu Mihaileanu – Olivier Morne Duplessis
- 2009: Le Siffleur режисиран от Philippe Lefebvre – Armand
- 2011: Au bistro du coin режисиран от Charles Nemes – François, the Bookseller
- 2011: Escalade режисиран от Charlotte Silvera – Noé
- 2011: Un jour mon père viendra режисиран от Martin Valente: Bernard Bleu
- 2012: Dead Man Talking режисиран от Patrick Ridremont – Karl Raven
- 2012: Transporter: The Series Отново е в ролята на „инспектор Таркони“